# Oligoclada waikinimae
Oligoclada waikinimae là loài chuồn chuồn trong họ Libellulidae. Loài này được De Marmels miêu tả khoa học đầu tiên năm 1992.